# 黃守誠 (主教)
黃守誠（英語：：1923年7月23日—2016年7月30日：聖名：味噌爵），是天主教中國籍地下教會主教，但不獲中國政府承認。曾任福寧教區主教（閩東教區主教）。

## 生平
黃守誠生於1923年7月23日，中華民國福建省福安縣康厝，父母均是天主教徒。1935年，十歲進入羅江小修院。十八歲進入福州大修院完成哲學和神學課程。。
1949年6月26日，由福寧教區宗座署理牛會卿主教祝聖為司鐸。晉鐸後擔任霞浦縣沙江鎮主任司鐸，又在教區文藻神哲學院任教。直至1952年因政治環境被迫回鄉。

### 三次被捕
1955年11月12日，他與謝仕光神父及兩名司鐸被捕，兩年後因為反革命罪被判勞動改造，至1971年獲釋。1972年12月23日又因編寫牧靈指導小冊子而坐牢，至1980年重獲自由。最後一次是在1990年7月27日，一年後因病回福安就醫，再回家休養。在平反後，於西隱招收了八十多位新修生。

### 牧職
1985年1月9日，獲易縣監牧區監牧劉書和主教秘密祝聖為福寧教區助理主教。2005年8月20日，接任去世的謝仕光主教，成為福寧教區正權主教。他於2008年12月27日祝聖郭希錦為助理主教。

### 去世
2016年5月，黃守誠開始身體不適，而需要住院靜養治療。同年7月30日去世，享年93歲。，8月2日舉行安息彌撒。但是，因黃守誠一直拒絕加入中國政府的官方組織天主教愛國會，政府不承認他的主教身份。所以，政府不准黃守誠以主教身份，而只能以「牧者」身份下葬。安息彌撒當日，政府限制參與人數為三千人，也禁止繼任的郭希錦助理主教以主教身分主持葬禮。